# Arena di Verona
Arena di Verona er et velbevaret antikt romersk amfiteater i Verona, der er internationalt berømt for sine operaforestillinger.

## Historie
Bygningen blev opført i år 30 e.Kr. uden for bymurene. I antikken blev der opført ludi, der tiltrak mange tilskuere, som ofte rejste langt for overvære dem. Amfiteateret kunne i oldtiden rumme mere end 30.000 tilskuere.
Facaden var bygget af hvide og lyserøde kalksten fra Valpolicella, men efter et jordskælv i 1117, som ødelagde bygningens ydre ring bortset fra den såkaldte "ala", genbrugtes stenene herfra til andre bygninger.

## Brug af amfiteatret til opera
Arenaen kom først i brug som operateater i 1850'erne pga. dens fremragende akustik.
Operaforestillingerne i arenaen tog for alvor fart på grund af det engagement, som den store italienske tenor Giovanni Zenatello og impresarioen Ottone Rovato lagde i stedet. Hans første forestilling var Giuseppe Verdis Aida den 10. august 1913 for at markere komponistens 100-årsdag. Musikalske berømtheder som Giacomo Puccini og Pietro Mascagni var til stede. Siden er der spillet opera i sommersæsonen med undtagelse af krigsårene 1915-1918 og 1940-1945.
Der sættes hvert år fire operaer op fra juni til august. I vintermånederne benytter de lokale operakompagnier og ballettrupper L'Accademia Filarmonica. Der er tradition for at uddele stearinlys til publikum, som skaber stemning på stedet efter solnedgang.
Hvert år hører over 500.000 opera på Arena di Verona. Af sikkerhedsgrunde er antallet af besøgende maks. 15.000 pr. aften.
Mange af verdens mest markante operasangere har sunget på Arena di Verona. Efter Anden Verdenskrig har sangere som Giuseppe Di Stefano, Maria Callas, Tito Gobbi og Renata Tebaldi sunget her.

## Koncerter med populærmusik
Amfiteatret har også været ramme om koncerter med The Who, Pink Floyd, Ennio Morricone, Kiss, Simply Red, Simple Minds, Pearl Jam, Muse, Elton John, Tina Turner og Björk.
Nogle scener i et afsnit af krimiserien Inspector Morse foregår i Arena di Verona.